# Podmíněné propuštění
Podmíněné propuštění odsouzeného z výkonu trestu odnětí svobody na svobodu může následovat tehdy, pokud svým chováním zejména ve výkonu trestu a plněním svých povinností prokázal své polepšení a může se od něj očekávat, že povede do budoucna lepší život, nebo pokud soud přijme za dovršení jeho nápravy záruku. Podmíněné propuštění může mít také formu podmíněné amnestie, kdy rozhodnutí není závislé na předchozím chování ani posouzení odsouzeného, případně formu podmíněně udělené milosti. Zákon zná dva druhy podmíněného propuštění, a to:
- prosté podmíněné propuštění
- podmíněné propuštění s dohledem

Podobným institutem trestního práva je podmíněné upuštění od výkonu trestu zákazu činnosti, zákazu pobytu nebo zákazu vstupu na sportovní, kulturní a jiné společenské akce.

## Lhůta k podání žádosti
Odsouzený může o podmíněné propuštění požádat obecně nejdříve po vykonání poloviny trestu, zcela výjimečně, jestliže se choval naprosto vzorně a plnil všechny své povinnosti, i dříve. Odsouzený za přečin může dokonce žádat dříve než po vykonání jedné třetiny trestu, což je minimální doba výkonu trestu stanovená zákonem právě pro přečiny. V takovém případě je však nutné, aby odsouzený měl souhlas ředitele věznice. Pokud by ho neměl, žádost se automaticky zamítá. U některých taxativně vyjmenovaných trestných činů, např. vraždy, vlastizrady či teroru, kvalifikovaných podstat např. těžkého ublížení na zdraví nebo znásilnění a u odsouzení k výjimečnému trestu odnětí svobody nad dvacet do třiceti let je však možné požádat nejdříve po vykonání alespoň dvou třetin trestu. Naopak u jiných trestných činů lze požádat už po vykonání jedné třetiny trestu. Lze požádat dokonce i u výjimečného trestu odnětí svobody na doživotí, a to po nejméně dvaceti letech jeho výkonu, ovšem jen tehdy, nehrozí-li s ohledem na okolnosti trestného činu a povahu osobnosti odsouzeného opakování. Je-li však u doživotně odsouzeného v rozsudku stanoveno, že se doba strávená ve věznici se zvýšenou ostrahou nezapočítává pro účely podmíněného propuštění, odsouzený může žádat o podmíněné propuštění nejdříve po 30 letech, neboť přeřadit jej z věznice se zvýšenou ostrahou do mírnější lze nejdříve po uplynutí 10 let. Podmíněné propuštění doživotně odsouzených se však zpravidla zamítá, jediným podmíněně propuštěným v roce 2018 doživotně odsouzeným vězněm byl František Müller, který ale byl odsouzen za pokus o vraždu v Německu.

## Osvědčení
Při podmíněném propuštění je stanovena zkušební doba, u přečinů až tříletá, u zločinů na jeden rok až sedm let, po jejímž uplynutí soud rozhodne, zda se podmíněně propuštěný osvědčil. V jejím rámci mu lze uložit přiměřená omezení a přiměřené povinnosti (např. povinnost podrobit se pracovnímu výcviku, zdržet se návštěv nevhodných prostředí, omluvit se poškozenému apod.), stejně jako povinnost nahradit případnou škodu, odčinit nemajetkovou újmu, vydat bezdůvodné obohacení z trestného činu, aby se na počátku zkušební doby zdržoval ve svém obydlí, aby vykonal obecně prospěšné práce, i nad ním stanovit probační dohled (tzv. parole). Pokud stanovené podmínky podmíněně propuštěný ve zkušební době splní, vysloví poté soud, že se osvědčil. V opačném případě, a to i během zkušební doby, nařídí soud výkon zbytku trestu odnětí svobody.
Jestliže by soud o osvědčení podmíněně propuštěného bez jeho viny do jednoho roku od uplynutí zkušební doby nerozhodl, nastoupí právní fikce osvědčení se. V každém případě však vždy při osvědčení podmíněně propuštěného nastává také právní fikce, že trest vykonal toho dne, kdy byl podmíněně propuštěn.